# La Vega (Cauca)
La Vega é um município da Colômbia, localizado no departamento de Cauca.